# Alba (království)
Království Alba (gaelsky Rìoghachd na h-Alba, Alban či Alan, latinsky Albania) je původní gaelský název Skotského království v období od smrti Donalda II. roku 900 do skonu Alexandra III. roku 1286, jenž nepřímo vedl k válce Skotska za nezávislost. 
Původní gaelský název se dnes zpravidla užívá anglicky hovořícími historiky jako označení pro středověké Skotsko tohoto specifického historického období, kdy jeho elitu a obyvatelstvo tvořili domorodí Piktové a keltští Gaelové, později rozšířené ještě o skotské Normany, na rozdíl od pozdějšího stuartovského Skotska, kdy se skotská aristokracie skládala z lidí hovořících převážně střední angličtinou, nazývaných „nížinnými Skoty“ (Lowland Scots), případně skotštinou.